# Осада Картахены (1815)
Осада Картахены (исп. Asedio español de Cartagena de Indias) — осада в течение 105 дней объединёнными военно-морскими и сухопутными силами испанских войск под командованием генерала Пабло Морильо в августе — декабре 1815 года колумбийского города и крепости Картахена, обороняемого силами патриотов под руководством Мануэля Кастильо и Хосе Франсиско Бермудеса.

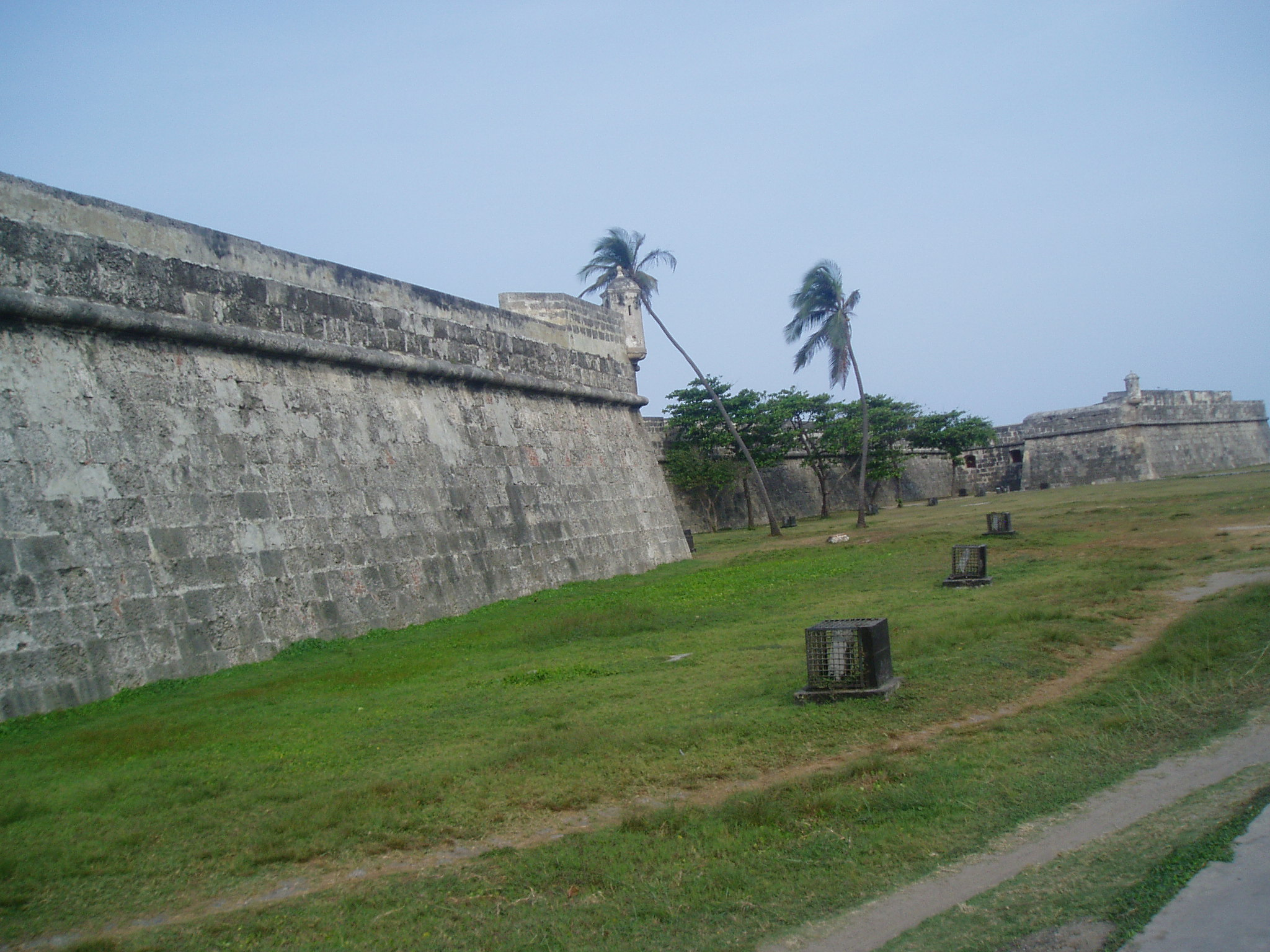
Укрепления Картахены.

Во время борьбы за независимость Новой Гранады в 1811 году Картахена провозгласила свою независимость от испанского правления и образовала государство — республику Картахена, позже вошедшую в конфедерацию Соединённых провинций Новой Гранады.
Испанский король Фердинанд VII, вернувшийся на свой трон после окончания войны с Наполеоном, отправил в Америку военную экспедицию (около 10 000 человек и около 60 кораблей) под руководством Пабло Морильо, перед которой стояла задача отвоевать все американские мятежные провинции для испанская короны. Морильо высадился в Венесуэле, подчинил её, а затем направился в Новую Гранаду. 23 августа 1815 испанские войска прибыли к Картахене и начали осаду. 26 августа началась морская блокада.
Испанцы решили не штурмовать крепость, а добиться её сдачи, взяв измором. Он знал, что власть не только не эвакуировала жителей, но и позволили укрыться в крепости окрестному населению, тем самым увеличив численность осажденных до 18 тысяч человек. Во время осады снабжение продовольствием стало главной проблемой, с которой столкнулся осажденный город. Через месяц после начала осады начался голод, усугубленный чумой, вызванной антисанитарией. В последние 22 дня осады защитники начали варить и есть изделия из кожи, отмечались даже случаи каннибализма. Солдаты умирали на стенах, но больше от голода, чем в бою. Время от времени испанцы обстреливали Картахену. 17 октября комендант крепости Мануэль Кастильо был свергнут в результате беспорядков и заменен венесуэльским генералом Хосе Франсиско Бермудесом и французским корсаром Луисом Ори. Чтобы продлить оборону крепости, Бермудес приказал реквизировать все имевшиеся запасы продовольствия и установил на них твердые цены.
В свою очередь, испанские солдаты плохо переносили тропический климат, болели жёлтой лихорадкой и дизентерией. Смертность от болезней начала превышать потери от боевых действий. Морильо решил активизировать военные операции. Дважды пытались испанцы захватить лагуну Теска, чтобы усилить морскую блокаду крепости, но оба раза, понеся большие потери, вынуждены были отступить.
11 — 12 ноября был предпринят штурм двух ключевых пунктов обороны — высоты «Корма», где находился монастырь Канделарио, превращенный республиканцами в настоящую крепость, и острова Тьеррабомба. Обороной монастыря руководил венесуэльский подполковник Карлоса Сублетте. У него было всего 130 человек, сражавшихся против 800 испанцев. В самый критический момент боя патриотов поддержали пушки крепости Сан-Фелипе-де-Барахас, и испанцы вынуждены были отказаться от дальнейших попыток прорваться к Картахене с суши.
Одновременно со штурмом «Кормы», Моралес пачал атаку на Тьеррабомбу. Ему удалось отрезать от крепости материковые форты, защищавшие Бокачику. Торопясь развить свой успех, Моралес атаковал форт Анхел на самом острове, но, несмотря на большие потери, взять его не смог.
4 декабря Морильо направил властям крепости ультиматум, предлагая капитулировать в трехдневный срок. В тот же день на военном совете защитники Картахены решили не капитулировать, а попытаться выбраться из осажденного города по морю и отправиться в направлении Ямайки. Ночью 5 декабря власти Картахены и некоторые защитники отплыли на кораблях, многие из которых были корсарскими, другие торговыми. Из почти 2000 человек, ушедших на 6 торговых судах и 10 вооруженных шхунах, около 600 человек сумели добраться до Гаити. Многие корабли сели на мель или вернулись в порт и попали в плен к испанцам.
6 декабря 1815 года войска Морильо заняли Картахену, улицы которой были усеяны трупами погибших. Из 18 тысяч горожан 6 тысяч погибли от эпидемий и голода. Захват Картахены позволил Морильо двинуться в остальную часть вице-королевства Новой Гранады, занять её и восстановить власть испанской короны, которая у новогранадцев получила название «режима террора».